# Haworthia gracilis
Haworthia gracilis ist eine Pflanzenart der Gattung Haworthia in der Unterfamilie der Affodillgewächse (Asphodeloideae).

## Beschreibung
Haworthia gracilis wächst stammlos und sprossend. Die 30 bis 40 lanzettlich-zugespitzten, einwärts gebogenen Laubblätter bilden eine Rosette mit einem Durchmesser von bis zu 6 Zentimeter. Die Blattspreite ist blass gräulich grün. Die Blattoberseite ist zwischen den Adern durchscheinend. An den Blatträndern befinden sich dünne kurze Dornen
Der Blütenstand erreicht eine Länge von bis zu 302 Zentimeter und besteht aus 15 bis 20 weißen Blüten.

## Systematik und Verbreitung
Haworthia gracilis ist in der südafrikanischen Provinz Ostkap verbreitet.
Die Erstbeschreibung durch Karl von Poellnitz wurde 1929 veröffentlicht. Ein nomenklatorisches Synonym ist Haworthia arachnoidea var. gracilis (Poelln.) Halda (1997).
Es werden folgende Varietäten unterschieden:
- Haworthia gracilis var. gracilis
- Haworthia gracilis var. isabellae (Poelln.) M.B.Bayer
- Haworthia gracilis var. picturata M.B.Bayer
- Haworthia gracilis var. tenera (Poelln.) M.B.Bayer
- Haworthia gracilis var. viridis M.B.Bayer

## Nachweise